# Conservatoire de musique de Wuhan
Le conservatoire de musique de Wuhan (chinois : 武汉音乐学院 ; pinyin : Wǔhàn yīnyuè xuéyuàn, abrégé en 武音, Wǔyīn) est un conservatoire situé dans la capitale de la province du Hubei. Sa création remonte à 1920, au sein d'institut d'art de Wuchang, lui même situé sur le site de l'institut du Hunan et Hubei[réf. nécessaire]. Le conservatoire obtient son statut actuel en 1985.